# 長倉保
長倉 保（ながくら たもつ、1923年9月4日 - 1996年5月10日）は、日本の経済史学者。日本各地の村落史、地方史、農業史の調査研究。

## 略歴
1923年静岡県伊豆市生まれ。1943年水戸高校、1948年卒業。1949年東京大学文学部国史学科入学日本近世史専行、1952年神戸大学日本史学研究室にて日本近世史研究、1964年神奈川大学経済学部助教授、1967年教授、その後学部長、学長代行、理事長。

## 著書
- 『幕藩体制解体の史的研究』 吉川弘文館、1997年。

## 論文
- 長倉保「元禄期の江戸積酒造業 (その1)」『日本釀造協會雜誌』第68巻第10号、日本醸造協会、1973年、723-725頁、doi:10.6013/jbrewsocjapan1915.68.723、ISSN 0369-416X。
- 長倉保「会津藩における蝋専売制の成立とその展開」『神戸大学文学会研究』第8号、神戸大学、1955年5月、121-162頁、ISSN 0450030X、NAID 110000423063。
- 長倉保「貫文制によつて規制されたる階層分化の形態について」『史学雑誌』第62巻第7号、山川出版社、1953年7月、668-682頁、ISSN 00182478、NAID 40001514835。
- 長倉保「西摂灘における地主=酒造資本の形成」『ヒストリア』第16号、大阪歴史学会、1956年9月、14-21頁、ISSN 04392787、NAID 40003247092。
- 長倉保「明治10年代における酒造業の動向--酒屋会議をめぐって」『歴史評論』第126号、校倉書房、1961年2月、44-58頁、ISSN 03868907、NAID 40003830794。
- 長倉保「宮水の商品化の変遷について」『水利科学』第7巻第4号、水利科学研究所、1963年10月、ISSN 0039-4858、NAID 40001992620。
- 清水嘉治「長倉保先生の定年退職記念号に寄せて--より豊かな新しい人生を (長倉保先生退職記念号)」『商経論叢』第30巻第1号、神奈川大学、1994年9月、巻頭p1-3、ISSN 02868342、NAID 110000186080。